# Кириченко Артем
Арте́м Кириче́нко — український борець греко-римського стилю, майстер спорту України, тренер.

## З життєпису
У квітні 2010 року на Чемпіонаті України серед юнаків 1993-95 років народження здобув золоту нагороду в своїй ваговій категорії.
Станом на кінець 2010-х років — викладач Школи тренерів DOG & Grand CrossFit.
Закінчив НПУ ім. М. П. Драгоманова, напрямок — фізичне виховання і спорт.
Двічі чемпіон України з греко-римської боротьби, багаторазовий призер першостей України. Неодноразовий призер турніру DOG & Grand CrossFit Autumn showdown, чемпіон турніру Banda open games-2017, чемпіон командного турніру в Італії Brixia trowdown-2018, бронзовий призер Kiev battle-2017.
На змаганнях Kyiv Battle-2017 чотири з шести призових місць у категорії «професіонали» посіли атлети клубу: Мар'яна Федоренко здобула перемогу, призери — Оксана Оробець, Артем Кириченко та Олександр Ткаченко.